# Kamel Chafni
Kamel Chafni (* 11. Juni 1982 in Bordeaux) ist ein marokkanischer ehemaliger Fußballspieler.

## Karriere

### Verein
Für Kamel Chafni begann seine Profikarriere 2000 beim FC Libourne-Saint-Seurin. 2001 wechselte er dann ablösefrei zum FC Sochaux.
Eine Saison später wechselte er ebenfalls ablösefrei zu RC Besançon. Dort wurde er zum Stammspieler. Er bestritt insgesamt 32 Spiele in der National. Nachdem der Aufstieg geschafft worden war, bestritt er weitere 30 Spiele in der Ligue 2. Insgesamt erzielte er in den zwei Jahren für RC Besançon 14 Tore.
Anschließend wechselte er im Jahr 2004 zum Ligakonkurrenten LB Châteauroux. Dort spielte er 28-mal und traf insgesamt 8-mal.
Im Jahre 2005 wechselte er in die Ligue 1 zu AC Ajaccio. Er gab dort sein Erstliga-Debüt und spielte in der Saison 34-mal im Trikot von Ajaccio. Doch auch die Bilanz von zwei Toren in 34 Spielen rettete Ajaccio nicht. In der Saison stiegen sie ab in die Ligue 2. Doch Kamel Chafni blieb dem AC Ajaccio treu und bestritt in der Ligue 2 insgesamt 22 weitere Spiele und traf erneut zweimal.
Im Jahr 2007 wechselte er dann zu AJ Auxerre in die Ligue 1. In seiner ersten Saison dort wurde er langsam zum Stammspieler und zu einem wichtigen Leistungsträger. In der Saison 2007/2008 bestritt er 31 Spiele und schoss dabei zwei Tore. In der letzten Saison spielte er 27-mal, schoss ein Tor und kassierte drei gelbe Karten. Ebenfalls spielte er einmal im Coupe de France und einmal im Coupe de la Ligue. Beide Male im Trikot von AJ Auxerre.
Mit der Rückennummer 7 startet der 27-jährige Marokkaner in seine dritte Saison in Auxerre.

### Nationalmannschaft
Sein Länderspieldebüt für die marokkanische Nationalelf gab er am 20. August 2008 gegen Benin (3:1). Insgesamt bestritt er bis 2014 zwölf Länderspiele, ein Tor gelang ihm dabei nicht.

## Erfolge
- 2006: Aufstieg mit dem AC Ajaccio in die Ligue 1
- 2009: Berufung in die Nationalmannschaft Marokkos
- 2015: Marokkanischer Meister mit Wydad Casablanca